# Hunter S. Thompson
Hunter Stockton Thompson (18. července 1937 – 20. února 2005) byl americký novinář a spisovatel, významná postava kontrakultury 60. let.
Byl představitelem tzv. Nového žurnalismu, přesněji jedné jeho specifické větve, tzv. Gonzo žurnalismu, která se vyznačuje extrémně subjektivním pohledem na události. Významněji na sebe upozornil prvně roku 1967, když vydal knihu Hell’s Angels: neobyčejná a hrůzná sága o motorkářském gangu (Hell's Angels: The Strange and Terrible Saga of the Outlaw Motorcycle Gangs), kde popisoval svou osobní zkušenost z motorkářského gangu, v němž strávil rok k důkladnému prozkoumání jeho života. Bestsellerem se pak stala kniha z roku 1972 nazvaná Fear and Loathing in Las Vegas: A Savage Journey to the Heart of the American Dream, v níž popisoval osud hnutí 60. let, a která nejprve vycházela na pokračování v časopise Rolling Stone. Kniha byla zfilmována roku 1998 režisérem Terry Gilliamem v hlavní roli s hercem Johnny Deppem, Thompsonovým blízkým přítelem. Thompson byl též známým kritikem republikánských politiků, zejména Richarda Nixona, o jehož kampani z prezidentských voleb roku 1972 sepsal též knihu reportáží. Měl naopak blízko k Demokratické straně, demokratický senátor John Kerry se zúčastnil i jeho pohřbu, který proběhl na jeho přání zvláštním způsobem, kdy Thompsonův popel byl vystřelen z děla. Předtím spáchal sebevraždu. Thompsonovi kritici tvrdili, že jeho díla propagují drogy a násilí, on sám to však odmítal.